# Lieve De Pelsmaeker
Lieve De Pelsmaeker ( Aalst, 16 maart 1936 - 1984) was een Belgische keramiste en beeldhouwster. De Pelsmaeker behoorde tot de generatie hedendaagse keramisten die de kunstambacht van het pottenbakken in Vlaanderen verruimde en de Vlaamse keramiek-sculptuur schiep. Ze won verschillende onderscheidingen- waaronder de Gouden Medaille op de Internationale Keramiekwedstrijd in 1964 te Faenza – en haar keramiek-sculpturen waren te zien op tentoonstellingen in negen verschillende landen.

## Opleiding
Lieve De Pelsmaeker is geboren in Erembodegem (Aalst) op 16 maart 1936. Ze studeerde aanvankelijk binnenhuistekenen aan de Academie voor Schone Kunsten in Aalst. Toen de Belgische beeldhouwer en keramist, Geo Vindevogel, een keramiekafdeling aan de Academie oprichtte, werd Lieve zijn eerste leerlinge.

## Carrière
Na haar opleiding opende De Pelsmaeker haar eigen atelier in haar geboortedorp, aan de Nekkerspoel in Erembodegem. Ze begon in 1964 als lerares keramiek op de afdeling Plastische Kunsten aan het Rijksinstituut voor Technisch onderwijs in Aalst. Later begon ze ook les te geven op de afdeling keramiek aan de Koninklijke Academie voor Schone Kunsten in Dendermonde.
Vanaf 1963 waren er - verspreid over België - een aantal individuele tentoonstellingen over het werk van Lieve De Pelsmaeker.
- Antwerpen, Kunstkamer, 1963-1965
- Dendermonde, Celbeton, 1963
- Wetteren, Galerij Drieghe, 1964
- Brussel, Galerie Espace, 1964-1966
- Sint-Niklaas, Galerij Waumans, 1968
- Gent, Sint-Pietersabdij, 1968
- Tielt, Galerij Imago, 1968
- Brugge, Korrekelder, 1969
- Vinderhoute, Kultureel Centrum, 1970
- Aalst, Galerij Pieter Coucke, 1970
- Assenede, Galerij Margarethe de Boeve, 1972

Daarnaast kwam haar werk ook aan bod in enkele groepstentoonstelling buiten België, onder andere in Frankfurt, Faenza, Marseille, Firenze, Montpellier, Montreal en Dubrovnic.Het merendeel van haar werk bevindt zich in privécollecties, maar er werden ook een aantal sculpturen gekocht door de Stad Aalst en door de Belgische Staat. Ook in het Internationaal Museum voor Keramiek in Faenza bevinden zich werken van Lieve De Pelsmaeker.
Lieve De Pelsmaeker stierf in 1984.

## Werk
In 1962 begon Lieve met pottenbakken. Maar het duurde niet lang totdat zij hier geen voldoening meer uithaalde. De keramiste ging op zoek naar meer creativiteit en kwam al snel terecht bij de keramiek-sculptuur. In het begin van haar carrière liet ze zich inspireren door organische materialen zoals mineralen en vegetaties uit de natuur. Met hun bruindoorbrande kleur, vertoonden haar eerste sculpturen  verwantschap met lavagesteentes. De stekels of gaten die ze aan haar sculpturen toevoegde, gaven haar werk een grotere symbolische waarde en veranderden de voorwerpen in versteende dieren of maanlandschappen.
Vanaf de jaren 70  creëerde ze een meer unieke vormgeving waar haar eigen persoonlijkheid duidelijk naar voor kwam. Ze maakte een combinatie tussen keramiek en assemblagekunst door afgedankte stukken uit de elektriciteitsindustrie zoals stopcontacten en draden toe te voegen aan haar sculpturen. Een goed voorbeeld hiervan is haar werk 'Triptiek I'.
Later ging ze nog meer experimenteren toen ze haar keramische muziekinstrumenten, die ze zelf sonomobielen noemde, maakte. Haar sonomobielen zijn keramieksculpturen met toetsen eraan, wielen erop of op assen bevestigd. De toeschouwer moet de sculpturen zelf in beweging brengen door ze een draairichting te geven of door het aanraken van de toetsen en kan zo genieten van een meerdimensionale ervaring: visueel, tactiel en auditief.

## Onderscheidingen
Lieve De Pelsmaeker haar carrière werd bekroond met enkele onderscheidingen.
- Valerius de Saedeleerprijs, 1962
- Gouden Medaille van de Vereniging van Italiaanse Kunstenaars op de internationale Keramiekwedstrijd in Faenza, 1964
- Selectie voor de Olivetti prijs voor beeldhouwkunst, 1967
- Selectie voor de Berthe Artprijs, 1969
- Provinciale prijs voor Beeldhouwkunst van Oost-Vlaanderen, 1969[1]